# Chavezpamba
Chavezpamba ist eine Ortschaft und eine Parroquia rural („ländliches Kirchspiel“) im Kanton Quito der ecuadorianischen Provinz Pichincha. Die Parroquia gehört zur Verwaltungszone Eugenio Espejo. Die Parroquia besitzt eine Fläche von 12,31 km². Die Einwohnerzahl lag im Jahr 2010 bei 801. 

## Lage
Die Parroquia Chavezpamba liegt in den Anden im nordzentralen Teil der Provinz Pichincha. Der Río Cubi, ein rechter Nebenfluss des Río Guayllabamba, fließt entlang der nördlichen Verwaltungsgrenze nach Westen. Der etwa 2220 m hoch gelegene Hauptort befindet sich 40 km nordnordöstlich vom Stadtzentrum von Quito. 
Die Parroquia Chavezpamba grenzt im Nordosten an die Parroquia Atahualpa, im Südosten an die Parroquia Puéllaro, im zentralen und westlichen Süden an die Parroquia Perucho sowie im Nordwesten an die Parroquia San José de Minas.

## Geschichte
Die Parroquia Chavezpamba wurde am 11. November 1942 gegründet.